# ناسخ (مخطوط)
ناسخ المخطوط هو الشخص الذي كان بنسخ نصوص المخطوطات يدويًا، إما بغرض حفظها، أو بيعها، أو نشرها، أو توثيقها، وهذا قبل اختراع آلة الطباعة، كما لا يُشترط أن تكون هذه مهنته الأساسية، على عكس النساخ المعتمد. وكانوا يؤدون دورًا مهمًا في نقل المعرفة والثقافة، خصوصًا في العصور الإسلامية والعصور الوسطى الأوروبية، حيث لم تكن الطباعة متاحة بعد. يُعتبر الناسخ مسؤولًا عن كتابة النص بدقة، والتأكد من خلوّه من الأخطاء، واختيار نوع الخط المناسب حسب الفترة الزمنية والمكان. في بعض الأحيان، كان الناسخ يضيف حواشي وتوضيحات، بل وربما يُجري تصحيحات إذا وجد أخطاء في النسخة الأصلية.
يمكن التعرف على اسم ناسخ المخطوط في بعض الأحيان من خلال الصفحة الأخيرة أو الهوامش، حيث كان كثير من النُسّاخ يذكرون أسماءهم، وتاريخ النسخ، وأحيانًا مكان النسخ. في العصور الاسلامية كانت كذلك تضاف عبارات مثل : تمّ بيد الفقير إلى الله فلان"، أو "فرغ من نسخه فلان في سنة كذا". في بعض الحالات، يبقى اسم الناسخ وتاريخ النسخ مجهولًا إذا لم يُذكر في المخطوط.
اليوم، يُعتبر تحديد ناسخ المخطوط جزءًا من الدراسات الأكاديمية في علم المخطوطات (الكوديكولوجيا)، حيث يساعد ذلك في فهم تاريخ النصوص، وأصولها، ومدى دقتها مقارنة بالمخطوطات الأخرى.